# Juri Dmitrijewitsch Kasparjan

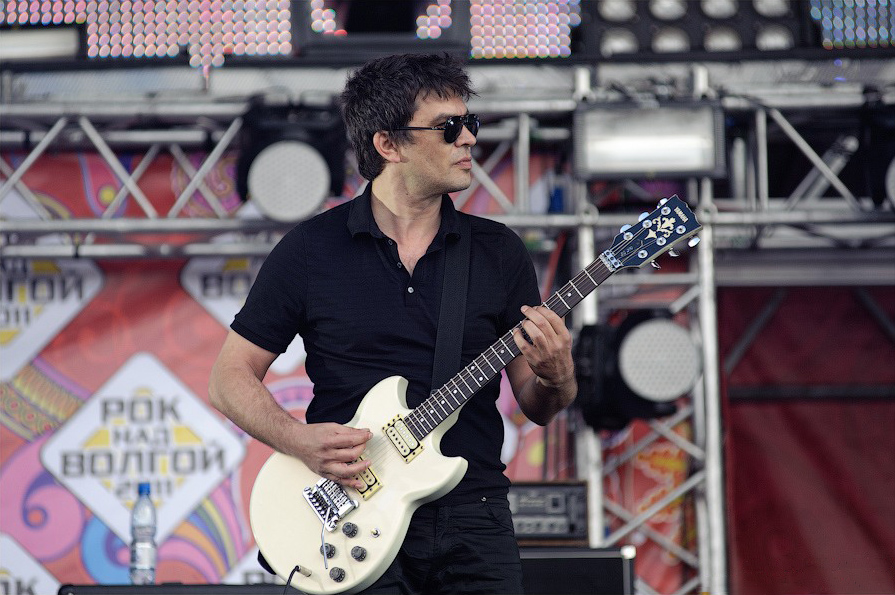
Juri Dmitrijewitsch Kasparjan (2011)

Juri Dmitrijewitsch Kasparjan (russisch Юрий Дмитриевич Каспарян; * 24. Juni 1963 in Leningrad) ist ein russischer Gitarrist.

## Leben
1964 zog er mit seiner Familie nach Leningrad, wo er bis heute lebt. Er absolvierte dort die technische Fachhochschule.
Von 1982 bis 1990 war er Gitarrist der Rockgruppe Kino, parallel zu Kino arbeitete er auch im Projekt Pop-Mechanika. Er gastierte viel in der UdSSR, in Italien, Dänemark, Finnland, Frankreich und Deutschland. Seine Gitarre hört man in Soundtracks von Filmen wie Gospodin Oformitel, Igla und Gusi Lebedi.
Ab 1990 arbeitete Kasparjan zusammen mit der Art-Band Atrium Drakonowy Kljutschi. Er schrieb Musik für Konzeptprojekte wie Drakonowy Kljutschi, Taranawtika, Artikulation.
1991 spielte er in der Band Petlja Nesterowa als Sessionmusiker, verließ sie aber im selben Jahr wieder. Danach war er 10 Jahre musikalisch inaktiv.
1997 nahm er als Komponist am Projekt von Sergei de Rokambol Nesakonno Roschdjonny Ili Alchimik Doktor Faust – Pernaty Smei und Swjosdny Padl teil.
Seit Herbst 2001 spielt Kasparjan mit Wjatscheslaw Butussow (ehemaliger Frontmann von Nautilus Pompilius) als Gitarrist in der Band Ju-Piter.
Seit 2020 spielt Kasparjan wieder als Gitarrist in der Rockgruppe Kino.